# Свинецкальций
Свинецкальций — бинарное неорганическое соединение
свинца и кальция
с формулой CaPb,
кристаллы.

## Получение
- Сплавление стехиометрических количеств чистых веществ:

{\displaystyle {\mathsf {Pb+Ca\ {\xrightarrow {968^{o}C}}\ CaPb}}}

## Физические свойства
Свинецкальций образует кристаллы
тетрагональной сингонии, пространственная группа P 4/mmm, параметры ячейки a = 0,5118 нм, c = 0,4491 нм, Z = 2,
структура типа медьзолота AuCu
.
Соединение образуется по перитектической реакции при температуре 968 °C 
(974 °C ).